# Grüne Mamba

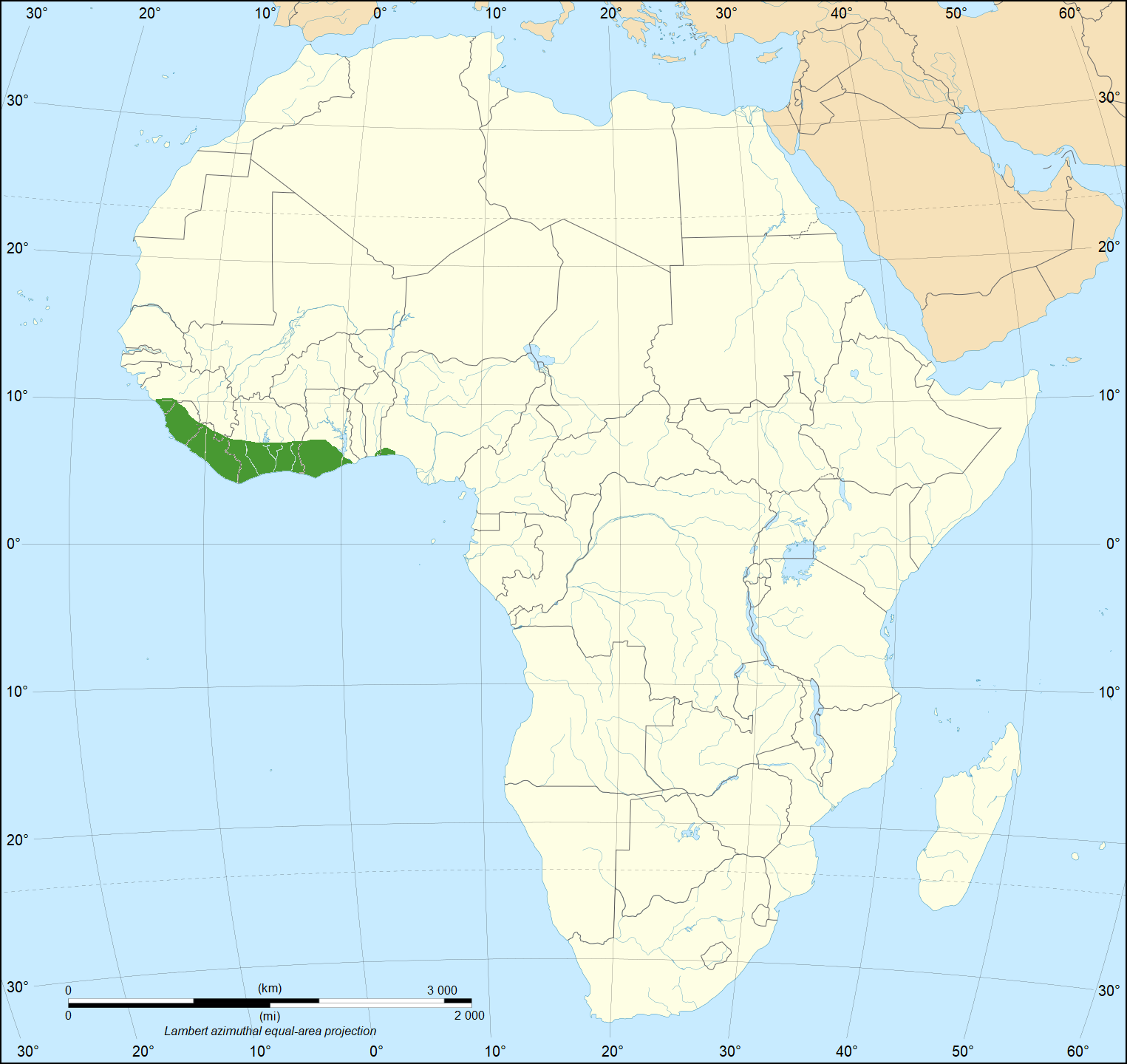
Verbreitungsgebiet der Grünen Mamba

Die Grüne Mamba (Dendroaspis viridis) ist eine Art der Mambas, die in Benin, Gambia, Ghana, Guinea, Kamerun, Liberia, Senegal, Sierra Leone, Togo und der Zentralafrikanischen Republik beheimatet ist.

## Merkmale
Diese in der Regel bis zu zwei Meter lange Giftschlange ist hellgrün und am Schwanz gelblich gefärbt. Am Schwanz und Kopf sind die Schuppen schwarz umrandet. Die Rückenschuppen dieser Schlange sind ungewöhnlich groß.

## Lebensweise
Die Grüne Mamba hält sich ausschließlich auf Bäumen und Sträuchern in Gebieten Afrikas auf und ernährt sich vorwiegend von Vögeln, Eiern, baumbewohnenden Eidechsen und Fröschen. Die Schlangen sind scheue Tiere und ziehen die Flucht einer Auseinandersetzung vor. Nach der Paarung werden vom Weibchen 10 bis 15 Eier gelegt, aus denen nach 80–100 Tagen die Jungtiere schlüpfen.

## Systematik
Neben der Grünen Mamba gibt es drei weitere Arten in der Gattung Dendroaspis:
- Schwarze Mamba (Dendroaspis polylepis)
- Gewöhnliche Mamba (Dendroaspis angusticeps)
- Jamesons Mamba (Dendroaspis jamesoni)

## Giftwirkung
Das Neurotoxin der Grünen Mamba ist auch für den Menschen sehr gefährlich. Nach einem Biss ist eine sofortige Behandlung mit einem artspezifischen Schlangenserum absolut überlebensnotwendig. Das Gift umfasst eine Vielzahl an Inhaltsstoffen. Neben der neurotoxischen Wirkung kommen auch Kardio- und Zytotoxine (Gifte, die auf den Herzmuskel und Gewebe wirken) vor. Die nur im Gift der Mambaarten enthaltenen Dendrotoxine (nach dem lateinischen Namen der Schlange Dendroaspis) blockieren die Kaliumkanäle in den Zellmembranen des Opfers, was eine Störung der elektrischen Reizausbreitung im Herzen zur Folge hat. Dadurch besteht die Gefahr einer Herzrhythmusstörung.  Die letale (tödliche) Dosis dieses Giftes beträgt bei einem durchschnittlichen Menschen bereits 10–20 mg.